# God Cries
God Cries – czwarty album studyjny holenderskiego zespołu muzycznego Asphyx. Wydawnictwo ukazało się 9 maja 1996 roku nakładem wytwórni muzycznej Century Media Records. Nagrania zostały zarejestrowane w The Harrow Studio we współpracy z producentem muzycznym Harrym Wijeringem. Płyta została zadedykowana pamięci Theo Loomansa (1943-1995) ojca basisty i wokalisty zespołu.

## Lista utworów
Opracowano na podstawie materiału źródłowego.
| Nr | Tytuł utworu           | Długość |
| -- | ---------------------- | ------- |
| 1. | „God Cries”            | 03:57   |
| 2. | „It Awaits”            | 03:23   |
| 3. | „My Beloved Enemy”     | 05:19   |
| 4. | „Died Yesterday”       | 03:46   |
| 5. | „Cut-Throat Urges”     | 02:13   |
| 6. | „Slaughtered in Sodom” | 02:50   |
| 7. | „Frozen Soul”          | 04:25   |
| 8. | „Fear My Greed”        | 02:44   |
| 9. | „The Blood I Spilled”  | 02:56   |
|    |                        | 31:33   |

## Twórcy
Opracowano na podstawie materiału źródłowego.
| Zespół Asphyx w składzie - Bob Bagchus – perkusja - Theo Loomans – wokal prowadzący, gitara, gitara basowa |  | Inni - Axel Hermann – oprawa graficzna - Harry Wijering – produkcja muzyczna, inżynieria dźwięku |